# Valérie Trierweilerová
Valérie Trierweiler, rozená Massonneau, přechýleně Valérie Trierweilerová (* 16. února 1965 Angers, Francie) je francouzská novinářka a bývalá partnerka prezidenta Francouzské republiky Françoise Hollanda.

## Profesní kariéra
Vystudovala politické vědy na pařížské univerzitě Sorbonně. V roce 1989 začala pracovat jako politická redaktorka francouzského časopisu Paris Match a působila i v malé soukromé televizní stanici Direct 8.

## Osobní život
Valérie Trierweiler pochází z chudých poměrů. Její dvě manželství skončila rozvodem, z druhého má tři děti. V roce 2005 začal její vztah s Françoisem Hollandem, se kterým se seznámila během parlamentních voleb v roce 1988. Hollande v té době žil s političkou Ségolène Royal. Svůj vztah veřejně oznámili až v říjnu 2010, kdy o ní Hollande prvně řekl, že je „ženou jeho života“.
Po Hollandově vítězství v prezidentských volbách v roce 2012 se tak dostala do pozice první dámy, byť za něj nebyla provdána. Čelila proto také kritice za to, že žila z peněz daňových poplatníků.
V lednu 2014 vyšlo najevo, že prezident má vztah s herečkou Julií Gayet. Poté, co vztah začala rozebírat média, byla Trierweilerová hospitalizována. Několik dní nato Hollande oznámil, že vztah s Trierweilerovou ukončil.